# پالین بوش (هنرپیشه)
پالین بوش (انگلیسی: Pauline Bush؛ ۲۲ مهٔ ۱۸۸۶ – ۱ نوامبر ۱۹۶۹) یک هنرپیشه اهل ایالات متحده آمریکا بود.